# Synplasta venosa
Synplasta venosa är en tvåvingeart som först beskrevs av Dziedzicki 1910.  Synplasta venosa ingår i släktet Synplasta, och familjen svampmyggor. Arten är reproducerande i Sverige.